# Хенкін Валентин Львович
Валенти́н Льво́вич Хе́нкін (1902—1978) — український радянський науковець, професор (1952), доктор медичних наук (1949), завідувач кафедри госпітальної та факультетської хірургії.

## Життєпис
Народився 1902 року в місті Ростов-на-Дону. 1926-го закінчив медичний факультет Північно-Кавказького університету. Протягом 1926—1937 років працював на кафедрі факультету хірургії цього ж університету. 1938 року завідував хірургічним відділенням однієї з ЦРЛ Ростовської області.
1939 року захистив кандидатську дисертацію; працював доцентом на кафедрі госпітальної хірургії Ростовського медичного інституту.
Протягом 1941—1945 років працював армійським хірургом 56-ї армії, головним хірургом окремої Приморської армії, по тому — начальником відділення Головного військового госпіталю ім. Бурденка в Москві.
1946 року повернувся на кафедру госпітальної хірургії Ростовського медичного інституту; 1949-го захистив докторську дисертацію «пересадка щитоподібної залози». 1952 року здобув вчене звання професора.
В 1950—1955 роках завідував кафедрою госпітальної хірургії й працював деканом медичного факультету Ужгородського університету.
Протягом 1955-1962-х завідував кафедрою госпітальної хірургії Чернівецького медичного інституту. З 1962 по 1970 рік завідував кафедрою факультетської хірургії.
В 1971—1974 роках — науковий консультант кафедри факультетської хірургії.
Є автором понад 100 наукових праць, з них три монографії.
Працював над проблемами розвитку торакальної та серцево-судинної хірургії, пластичної хірургії при щілинах губи й піднебіння, опіках.
Створив на Буковині школу хірургів. Як педагог підготував докторів та кандидатів медичних наук.
Був головою Чернівецького обласного наукового товариства хірургів.
Помер 1978 року.
Серед робіт — монографії:
- «Поранення кровоносних судин» (1947),
- «Пересадка щитоподібної залози», 1950 (докторська дисертація)
- «Резекція легень з приводу туберкульозу» (1959).

Підготував З докторів та 5 кандидатів наук.

### Нагороди
- два ордени Червоної Зірки
- орден Вітчизняної війни 1-го ступеня
- три медалі.